# Infidels
Infidels (в пер. с англ.  — «неверные») — двадцать второй студийный альбом американского автора-исполнителя Боба Дилана. Выпущен в октябре 1983 года на лейбле Columbia Records.

## Об альбоме
Спродюсированный Марком Нопфлером и самим Диланом, Infidels знаменует возвращение Дилана к светским темам в музыке и отход от госпеловского звучания предшествовавших христианских альбомов. Хотя Дилан никогда публично не отрекался от своей веры и не отказывался от использования религиозных образов, в Infidels основное вниманение уделено более личным темам любви и расставания, а также судьбе человека и человечества с упоминанием проблем окружающей среды и геополитики.
Об этом альбоме много писали музыкальные критики, практически единодушно в положительном ключе, одобряя как сами песни, так и звучание. Альбом довольно хорошо продавался: он достиг 20-го места в США (где впоследствии стал золотым) и 9-го в Великобритании.

## Список композиций
Автор песен — Боб Дилан

### Side One
1. «Jokerman» — 6:12
2. «Sweetheart Like You» — 4:31
3. «Neighborhood Bully» — 4:33
4. «License to Kill» — 3:31

### Side Two
1. «Man of Peace» — 6:27
2. «Union Sundown» — 5:21
3. «I and I» — 5:10
4. «Don’t Fall Apart on Me Tonight» — 5:54

## Участники записи
- Боб Дилан — гитара, губная гармоника, клавишные, вокал
- Sly Dunbar — Drum kit, перкуссия
- Robbie Shakespeare — Бас-гитара
- Мик Тейлор — гитара
- Марк Нопфлер — гитара
- Alan Clark — клавишные
- Clydie King — вокал на «Union Sundown»